# Hinweisbeschluss
Ein Hinweisbeschluss ist im deutschen Zivilprozessrecht der Beschluss eines Gerichts, mit welchem dieses den Parteien Hinweise zu dessen gegenwärtiger Ansicht der Sach- und Rechtslage gibt. Rechtsgrundlage für den Erlass eines Hinweisbeschlusses sind § 139 und § 522 II 2 ZPO. Entsprechende Hinweispflichten und Beschlüsse gibt es darüber hinaus auch in anderen Verfahrensordnungen.

## Allgemeines
Im Rahmen der materiellen Prozessleitung hat das Gericht in einem Rechtsstreit gem. § 139 I ZPO die Sach- und Rechtslage mit den Prozessparteien zu erörtern und Fragen zu stellen, um darauf hinzuwirken, dass diese sich rechtzeitig und vollständig über alle erheblichen Tatsachen erklären. Eine Hinweispflicht seitens des Gerichts besteht insbesondere dann, wenn es der Ansicht ist, dass die Parteien wichtige Gesichtspunkte übersehen oder für unerheblich halten (§ 139 ZPO). Auch wenn die Parteien übereinstimmend die Sach- oder Rechtslage anders beurteilen als das Gericht, ist entsprechender Hinweis geboten.
Den Parteien ist Gelegenheit zu geben, auf den Hinweisbeschluss zu reagieren und zu diesem Stellung zu beziehen, was durch den Anspruch auf rechtliches Gehör begründet ist.
Auch bei einem bereits erfolgten Hinweis des Prozessgegners besteht die Hinweispflicht des Gerichts grundsätzlich weiterhin. Sie entfällt nur dann, wenn die Partei von der Gegenseite zutreffend und hinreichend über die Sach- und Rechtslage unterrichtet wurde.
Es können in einem Verfahren auch mehrere Hinweisbeschlüsse ergehen.

### Beispiel
Mustermann ./. Beispiel
Gz. 12 C 123/24
hat das Amtsgericht Wikistadt
am […]
durch die Richterin am Amtsgericht […]
beschlossen:
Der Kläger wird darauf hingewiesen, dass seine Klageanträge zu 1) und 2) nicht hinreichend bestimmt sein dürften.
Nach derzeitigem Verfahrensstand sieht das Gericht die Sach- und Rechtslage wie folgt: [...]

## Hinweisbeschluss im Berufungsverfahren
Beabsichtigt das Berufungsgericht die Zurückweisung der Berufung, so hat es von Gesetzes wegen einen Hinweisbeschluss zu erlassen und darin insbesondere auf die Gründe für die beabsichtigte Zurückweisung hinzuweisen (§ 522 II 2 ZPO).

## Hinweisbeschlüsse in anderen Verfahrensordnungen
Abgesehen vom Zivilprozessrecht, gibt es auch in anderen Verfahrensordnungen Hinweispflichten des Gerichts und darauf beruhende Hinweisbeschlüsse – neben informellen Hinweisen im laufenden Verfahren.
Im Verwaltungsprozess entspricht § 86 III VwGO zur Hinweispflicht des Vorsitzenden weitgehend § 139 I 2 ZPO.
Ausführlich geregelt ist die Hinweispflicht des Vorsitzenden in sozialgerichtlichen Verfahren in § 106 SGG.